# Gebregziabher Gebremariam
Gebregziabher Gebremariam (Tigray, Etiopía, 10 de septiembre de 1984) es un deportista etíope, especializado en carreras de fondo. Ganó la maratón de Nueva York en el año 2010, empleando un tiempo de 2:08:14, y quedó tercero en la maratón de Boston del año siguiente, con un tiempo de 2:04:53. Además ha obtenido catorce medallas (cinco de ellas de oro) en el Campeonato Mundial de Campo a Través entre los años 2002 y 2010.